# سيلمر جاكسون
سيلمر أدولف جاكسون (بالإنجليزية: Selmer Adolf Jackson) (7 مايو 1888 – 30 مارس 1971) كان ممثلًا أمريكيًا ظهر على خشبة المسرح، وفي السينما والتلفزيون، وشارك في ما يقرب من 400 فيلم بين عامي 1921 و1963. وورد اسمه أحيانًا بشكل بديل: سيلمار جاكسون.

## المسيرة المهنية
عُرف جاكسون بتجسيده لأدوار ثانوية رسمية مثل القضاة، والأطباء، والضباط، والمديرين التنفيذيين، وكانت ملامحه ونبرته الصوتية تلائم هذه الأدوار بشكل كبير. وعلى الرغم من ظهوره المكثف، إلا أن اسمه لم يكن يُذكر غالبًا في تترات الأفلام، ما جعله من أبرز ممثلي "الظل" في هوليوود خلال العصر الذهبي للسينما.

## أبرز مشاركاته
شارك جاكسون في أفلام معروفة مثل:
- The Grapes of Wrath (1940)
- Meet John Doe (1941)
- Twelve O'Clock High (1949)

كما ظهر في عدة مسلسلات تلفزيونية في خمسينيات القرن العشرين، مثل Perry Mason وDragnet، وغالبًا ما كان يؤدي أدوارًا رسمية أو سلطوية.

## الحياة الشخصية والوفاة
وُلد سيلمر جاكسون في روندي بولاية مينيسوتا، وتوفي في 30 مارس 1971 في باي شور، كاليفورنيا، عن عمر ناهز 82 عامًا.

## وصلات خارجية
- سيلمر جاكسون – Turner Classic Movies
- قائمة أفلامه – AllMovie
- سيلمر جاكسون على IMDb